# MuPAD
MuPAD es un software de álgebra computacional originalmente desarrollado en la Universidad de Paderborn, Alemania. Desde 1997 hasta 2008 fue manejado por SciFace Software. Actualmente, forma parte del software matemático MATLAB.

## Historia
MuPAD fue creado por el Grupo de Investigación MuPAD en la Universidad de Paderborn, Alemania, bajo la dirección del profesor Benno Fuchssteiner. Luego, el desarrollo fue controlado por la empresa SciFace Software GmbH, junto al grupo de investigación de MuPAD.
SciFace ofrecía comercialmente MuPAD. En el pasado proveyó una versión sin costo alguno de su programa bajo el sistema operativo Linux para investigación no comercial y uso educativo, pero con menores características gráficas. Desde la versión 3.2 Pro para Linux, esto solo es posible después de haber obtenido una clave válida.
En septiembre de 2008, Sciface Software GmbH fue adquirida por The MathWorks, y MuPAD fue comercializado de forma independiente hasta el 28 de ese mes. Actualmente, MuPAD se ofrece como parte del toolbox de matemática simbólica de MATLAB.
La última versión de MuPAD es la 5.8, publicada con la versión 7.14 (R2012a) de MATLAB, en marzo de 2012.

## Sintaxis
La sintaxis es modelada en Pascal, y esta es similar a la usada en el programa Maple de álgebra computacional. La mayor diferencia entre los dos estriba en que MuPAD provee soporte para la programación orientada a objetos. Esto significa que cada objeto carga consigo los métodos permitidos para ser usado; por ejemplo, después de definir una matriz A, de tamaño 2x2:

A := matrix( [[1,2],[3,4]] )

Todas las siguientes expresiones son válidas y arrojan el resultado esperado:

A+A, -A, 2*A, A*A, A^-1, exp( A ), A.A, A^0, 0*A

Donde A.A es una matriz concatenada de 2x4, mientras que los otros, incluyendo los últimos dos, son de nuevo matrices de 2x2 (A diferencia de lo que podría ocurrir en la mayoría de programas de álgebra computacional).